# Saint-Jean-la-Fouillouse
Saint-Jean-la-Fouillouse è un comune francese di 166 abitanti situato nel dipartimento della Lozère nella regione dell'Occitania.

## Società

### Evoluzione demografica
Abitanti censiti